# Merry Christmas… Have a Nice Life
Albums de Cyndi Lauper
Sisters of Avalon
(1996) At Last
(2003)
Singles
Merry Christmas… Have a Nice Life est le sixième album studio de Cyndi Lauper, sorti en 1998 chez Epic Records.

## Pistes
| No  | Titre                             | Durée |
| --- | --------------------------------- | ----- |
| 1.  | Home on Christmas Day             | 4:06  |
| 2.  | Early Christmas Morning           | 5:07  |
| 3.  | Rockin' Around the Christmas Tree | 2:45  |
| 4.  | Christmas Conga                   | 3:31  |
| 5.  | Minnie and Santa                  | 3:55  |
| 6.  | Feels Like Christmas              | 4:30  |
| 7.  | Three Ships                       | 2:08  |
| 8.  | New Year's Baby (First Lullaby)   | 4:27  |
| 9.  | December Child                    | 3:11  |
| 10. | In the Bleak Midwinter            | 4:02  |
| 11. | Silent Night                      | 4:18  |